# Phi Bootis
Désignations
Phi Bootis (en abrégé φ Boo) est une étoile géante de la constellation du Bouvier. Elle est faiblement visible à l'œil nu avec une magnitude apparente de 5,24. D'après la mesure de sa parallaxe annuelle par le satellite Gaia, l'étoile est distante d'environ 176 années-lumière de la Terre. Elle se rapproche du Système solaire à une vitesse radiale héliocentrique de −10 km/s.
Phi Bootis est une étoile géante jaune de type spectral G7III-IV Fe-2, avec la notation « Fe-2 » qui indique que son spectre montre une sous-abondance marquée en fer.

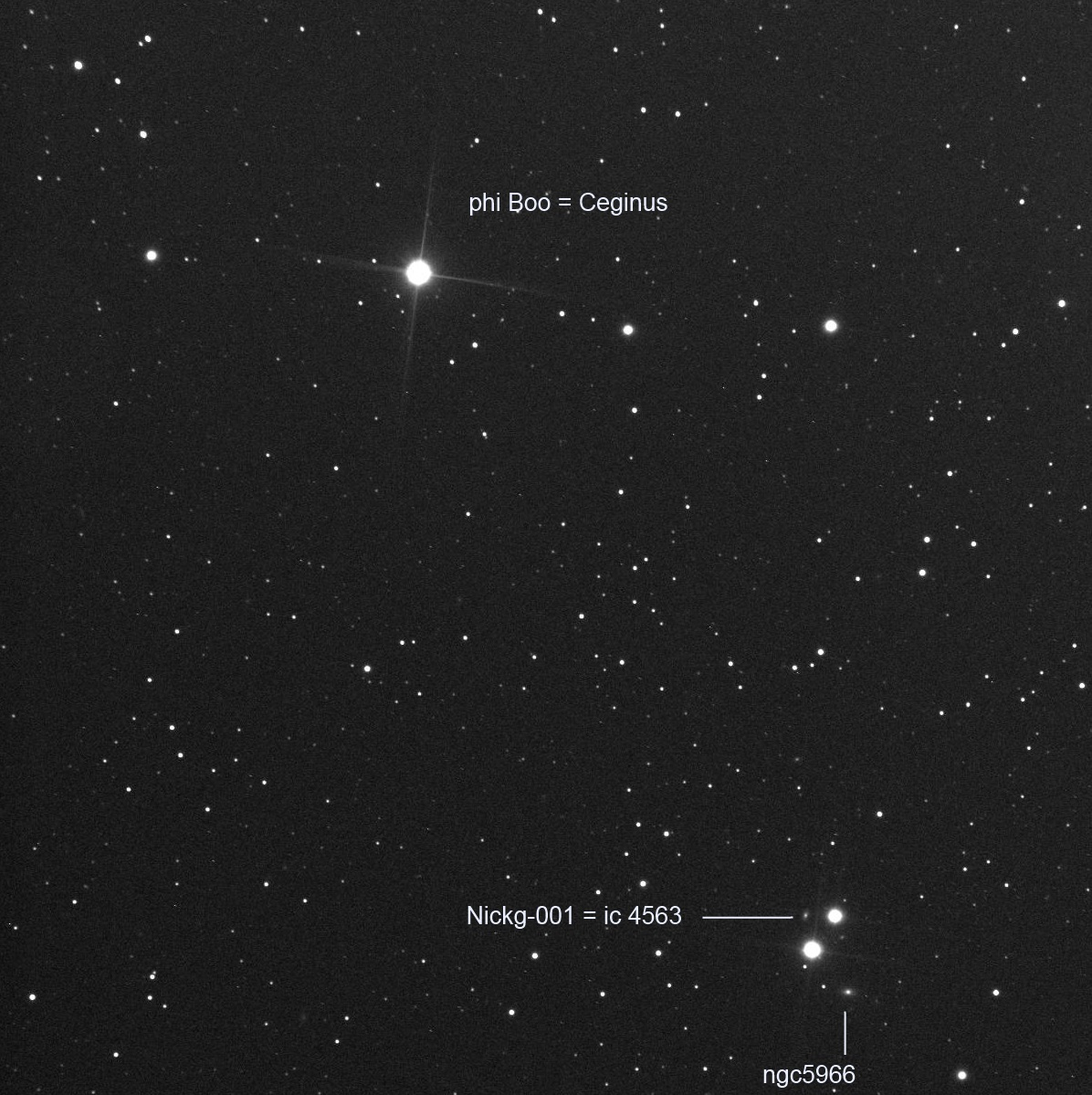
Étoile Ceginus (phi Boo) dans le Bouvier.

Elle porte également le nom traditionnel Ceginus, nom dérivé de Theguius (nom grec de cette constellation), à ne pas confondre avec Seginus (Gamma Bootis , γ Boo), de la même constellation.
Tout près, on peut observer un astérisme qui comprend :
- 2 étoiles (HD 139341 et HD 139323)
- 4 galaxies (NGC 5966, IC 4563 = Nickg-0001, PGC 214393 et PGC 2155218)